# Искатели (фильм, 1956, СССР)
«Искатели» — советский полнометражный цветной художественный фильм, поставленный на «Ленфильме» в 1956 году режиссёром М. Шапиро по мотивам одноименного романа Даниила Гранина, производственная драма.
Премьера фильма в СССР состоялась 23 мая 1957 года. Из собрания «Госфильмофонда» СССР.

## Сюжет
Инженер Лобанов (Евгений Матвеев), работающий над проблемой поиска мест разрыва телефонной связи, уходит из НИИ и устраивается работать на опытный завод, где, по его мнению, есть все возможности для создания разработанного им прибора, определяющего на расстоянии повреждения в электрических кабелях. Для него это не только техническая задача, но и личная моральная обязанность — во время войны его друг погиб, отыскивая обрыв телефонного провода.
Молодой учёный зачисляется заведующим лабораторией и пока не предполагает, что основные силы будут направлены не на творческую работу, а на борьбу с бюрократизмом.
В финале фильма, продравшись через множество заседаний и совещаний, в итоге многочисленных удачных и не очень экспериментов, создатели обнаруживают, что разрабатываемый прибор может найти не только уже возникшие, но даже и ещё только намечаемые обрывы линии.

## В ролях
| Актёр                 | Роль                                  |
| --------------------- | ------------------------------------- |
| Евгений Матвеев       | Андрей Лобанов                        |
| Игорь Горбачёв        | Виктор Потапенко                      |
| Маргарита Юрьева      | Марина                                |
| Майя Блинова          | Рита                                  |
| Нина Мамаева          | Устинова                              |
| Давид Волосов         | Рейнгольд заместитель начальника цеха |
| Михаил Екатерининский | Григорьев профессор                   |
| Ефим Копелян          | Смородин                              |
| Владимир Косарев      | Новиков                               |
| Игнат Лейрер          | Борисов парторг                       |
| Георгий Самойлов      |                                       |
| Александр Соколов     | Кривицкий                             |
| Глеб Флоринский       | Степин                                |
| Антоний Ходурский     | Тонков профессор                      |
| Виктор Чекмарёв       | Долгин                                |

## Съёмочная группа
- Сценарий — Даниила Гранина, Леонида Жежеленко. По мотивам одноимённого романа Даниила Гранина
- Режиссёр-постановщик — Михаил Шапиро
- Оператор — Сергей Иванов
- Художник — Виктор Волин
- Режиссёр — Александр Абрамов
- Композитор — Николай Червинский
- Звукооператор — Арнольд Шаргородский
- Композитор — Николай Червинский
- Директор картины — Иосиф Поляков